# Harvest Moon (trò chơi điện tử)
Harvest Moon (牧場物語 Bokujō Monogatari, hay còn gọi là "Farm Story") là một trò chơi nhập vai mô phỏng nông trại do Amccus phát triển cho hệ máy Super Nintendo Entertainment System. Trò chơi lần đầu tiên phát hành ở Nhật Bản vào năm 1996, ở Bắc Mỹ vào năm 1997 và ở châu Âu vào năm 1998. Phiên bản châu Âu có thêm bản dịch ra tiếng Đức và Pháp. 
Đây là trò chơi đầu tiên trong loạt Story of Seasons, trước đó còn có tên là Harvest Moon ở các nước phương Tây. Trò chơi sau đó phát hành lại trên Satellaview, Nintendo 3DS, Wii và Wii U và Nintendo Switch.

## Khái niệm
Trò chơi không có cốt truyện cụ thể, vì vậy nó cũng không có mục đích chính xác, chỉ để trồng trọt và chăn nuôi tự do, cũng như hẹn hò các cô gái. Trò chơi có rất nhiều kết thúc tùy thuộc vào những mục tiêu cải thiện trang trại mà người chơi mong muốn.
Trò chơi xoay quanh một chàng trai trẻ tuổi có nhiệm vụ là phải giữ gìn trang trại kế thừa từ ông nội. Mục tiêu chính là khôi phục một trang trại đang trong tình trạng bị bỏ hoang. Người chơi phải biết cách phân bổ thời gian để thực hiện các nhiệm vụ hàng ngày, chẳng hạn như khai hoang, trồng trọt, thu hoạch và bán nông sản, chăn nuôi gia súc, tham dự lễ hội, xây dựng mối quan hệ với dân làng ở thị trấn gần đó và săn bắt trên ngọn đồi kế nông trại.

## Lối chơi

### Cây trồng
Trồng trọt trong khu vườn là thu nhập cơ bản nhất trong game. Người chơi có thể trồng củ cải, khoai tây, cà chua và bắp. Để rau phát triển phải tưới nước hàng ngày; thiếu nước không làm chết cây trồng, nhưng ngăn cản quá trình phát triển. Chỉ trong trò chơi này, rau củ vẫn phát triển như cũ từ mùa xuân đến mùa hè thậm chí sau mùa vụ (trong các game khác thì rau củ sẽ héo sau khi hết mùa).
Ngoài ra, khi người chơi gieo hạt giống cỏ, cỏ sẽ phát triển mà không cần tưới nước. Khi cỏ đã lớn có thể thu hoạch và trở thành thức ăn của gia súc trong nhà. Người chơi không thể trồng rau vào mùa thu và mùa đông. 

### Động vật
Người chơi sẽ được tặng một con chó, nó chỉ yêu cầu phải ẵm và nói chuyện mỗi ngày, và sẽ giúp người chơi đuổi chó hoang và chuột chũi.
Gà chỉ cần cho ăn mỗi ngày và chúng sẽ đẻ trứng hàng ngày. Gà có thể chết nếu để ngoài trời, nơi chúng có thể bị thổi bay trong cơn bão hoặc bị chó hoang ăn thịt. Người chơi có thể nuôi tối đa 12 con gà trong chuồng gà. Trứng ngoài việc đem bán cũng có thể được đặt trong hộp ấp để phát triển số lượng.
Bò và ngựa ngoài cho ăn thì phải liên tục nói chuyện, chải lông để duy trì sức khỏe và tình cảm của chúng, ngoài ra bò còn phải đuộc vắt sữa mỗi ngày. Bò có thể bị bệnh nếu không được cho ăn trong một ngày và nếu không được điều trị, bệnh có thể dẫn đến chết. Có thể nuôi tối đa 12 con bò trong chuồng. Khi con bò đủ lớn, người chơi có thể mua thuốc để nó sinh ra con bê. Tùy thuộc vào mức độ tình cảm của bò mà kích thước và chất lượng sữa sẽ thay đổi.

### Ngôi nhà
Người chơi có thể mở rộng ngôi nhà bằng cách thu thập những vật liệu, như sử dụng rìu để chặt cây. Sau lần mở rộng đầu tiên, người chơi có thể kết hôn với một cô gái. Lần gia hạn thứ hai hoàn thành thì người chơi sẽ có con. Nếu người chơi hoàn thành việc mở rộng nhà đầu tiên vào tháng hè của năm đầu tiên, người chơi sẽ nhận được một chiếc đồng hồ.

### Hẹn hò
Người chơi có thể theo đuổi, hẹn hò và có một mối tình lãng mạn với năm cô gái ứng viên độc thân trong thị trấn. Không có chàng trai nào là đối thủ. Mức độ tiến triển của tình yêu (còn được gọi là thích hoặc cảm mến) được thể hiện bằng số lượng trái tim trong nhật ký của cô gái, và khi số lượng tăng lên đến một con số nhất định, một sự kiện xảy ra và người chơi có thể cầu hôn. Người chơi phải cầu hôn bằng một vật phẩm gọi là "Blue Feather". Nếu người chơi duy trì mức độ thích thú cao sau khi kết hôn, người chơi có thể có tới hai đứa con vào cuối trò chơi.

### Các sự kiện
Có nhiều sự kiện lễ hội khác nhau diễn ra trong suốt bốn mùa trong năm. Không có sự kiện nào trong những tháng hè.
Sau khi trời tối, cơ sở kinh doanh duy nhất trong thị trấn mà người chơi có thể ghé vào là quán bar, nơi một số nhân vật không phải người chơi tụ tập để uống rượu và nói chuyện.

## Phát triển
Harvest Moon do Amccus và Team Y & M phát triển, Wada Yasuhiro soạn thảo và sản xuất, trò chơi cuối cùng ông tham gia là Magical Pop'n (1995), và Ken Takahashi là người lên kế hoạch, ông từng làm việc với phần mềm Metal Angel 2 (1995) trên PC engine SUPER CD-ROM², cùng với Tsuyoshi Tanaka phụ trách phần âm nhạc, ông từng làm việc trong "Series Aretha" của Yanoman (1990-1995). 

## Phát hành
Trò chơi phát hành vào ngày 9 tháng 8 năm 1996 tại Nhật Bản cho Super Famicom. Cùng năm đó, trò chơi được phát sóng với tựa đề "BS Bokujō Monogatari" dưới dạng phần mềm tương thích với Satellaview, và sau đó được phân phối trên Wii vào năm 2008 và Wii U vào năm 2013 dưới dạng phần mềm tương thích với Virtual Console, chỉ ở Châu Âu và Hoa Kỳ. Sau đó phát hành ở Bắc Mỹ vào năm 1997 và Châu Âu vào năm 1998. Theo Adam Fitch của Natsume, trò chơi đã bán được "một khoản kha khá ở thời điểm đó".
Trong phiên bản Bắc Mỹ, tất cả các chú thích liên quan tới rượu đều được đổi thành "nước trái cây", mặc dù bất kỳ ai uống "nước trái cây" đều trở nên say mèm. Mặc dù nhiều yếu tố của trò chơi đã được "Phương Tây hóa" để có thể phát hành tại Mỹ, một số yếu tố văn hóa Nhật Bản vẫn tồn tại. Ví dụ, người dân thị trấn đôi khi thảo luận về nhà thờ và tôn giáo bằng các thuật ngữ của Thần đạo, chẳng hạn như đề cập đến sự tồn tại của các vị "Thần Nông" và "Thần Tài". Trong đoạn phim "New Day", nhân vật chính ăn cơm nắm onigiri, một món ăn truyền thống của Nhật Bản. Phát thanh viên của TV trong trò chơi cúi đầu chào khán giả, điều này không phổ biến trong văn hóa phương Tây.

### Phiên bản Satellaview
BS Bokujō Monogatari (BS 牧場 物語) là một ura - hoặc phiên bản gaiden phát hành theo từng tập của Harvest Moon ban đầu, bao gồm 4 tập duy nhất trên Satellaview. Mỗi tập phải được tải xuống bởi người chơi từ St.GIGA (tại NikoNiko Ranch trên băng tần BS-X) trong một tuần phát sóng cụ thể và trong khoảng thời gian cụ thể. Nó có nội dung tường thuật "SoundLink" (dữ liệu thoại phát trực tuyến theo kiểu phim truyền hình trên đài phát thanh nhằm hướng dẫn cách chơi trò chơi và đưa ra các gợi ý và lời khuyên hữu ích). Do bản chất của chương trình phát sóng SoundLink, các trò chơi này chỉ được phát cho người chơi trong khoảng thời gian từ 6 giờ đến 6 giờ 50 chiều vào các ngày phát sóng.
Trò chơi chưa bao giờ phát hành bên ngoài Nhật Bản và cũng như tất cả các tựa game trên Satellaview khác, cũng như chưa bao giờ phát hành lại dưới dạng một tựa game độc lập. Những người đam mê giả lập Satellaview trực tuyến gọi trò chơi một cách không chính thức là "BS Makiba Monogatari". Chương trình từng phát hành lại theo cùng một định dạng hàng tuần từ ngày 4 tháng 11 năm 1996 đến ngày 30 tháng 11 năm 1996 lúc 5:00 đến 5:50 chiều. Vị trí tải xuống BS-X đã thay đổi thành Đền Bagupotamia. Các tập phim gọi là:
- First Time "Outdoor Life" (はじめての“あうとどあＬＩＦＥ” Hajimeteno "Autodoa Life"?) Phát hành ngày 2 tháng 9 năm 1996[14]
- Fruitful Land and Mind! (大地と心に溢れる実り！ Daichi to Kokoro ni Afure ru Minori!?) Phát hành ngày 9 tháng 9 năm 1996[14]
- We Are All Alive (僕らはみんな生きている Bokura Haminna Iki Teiru?) Phát hành ngày 16 tháng 9 năm 1996[14]
- Aim for Ranch Master! (牧場マスターを目指せ！ Bokujō Masuta wo Mezase!?) Phát hành ngày 23 tháng 9 năm 1996[14]

## Đón nhận
Trò chơi chủ yếu nhận đánh giá tích cực và có số điểm đánh giá đồng thuận trên GameRankings là 73%. Crispin Boyer nhận xét trong Electronic Gaming Monthly, "Một game nhập vai về đề tài nông nghiệp? Nghe là thấy khó bán rồi. Nhưng những trải nghiệm làm nông đầy ấn tượng này vẫn thú vị như bản gốc." Ông và ba thành viên khác của nhóm đánh giá EGM ca ngợi ý tưởng gốc của trò chơi và vô số nhiệm vụ thú vị mà người chơi phải vất vả vì nó.
Đối với việc phát hành Harvest Moon trên Virtual Console của Wii, IGN đã đánh giá trò chơi 8,5 điểm, khen ngợi đồ họa 16-bit của trò chơi vẫn tuyệt đẹp và lối chơi gây nghiện. Năm 2018, Complex đã xếp hạng cho Harvest Moon thứ 72 trên danh sách "Trò chơi Super Nintendo hay nhất mọi thời đại" của họ.